# Žubina
Žubina – wieś w Słowenii, w gminie Trebnje. W 2018 roku liczyła 113 mieszkańców.